# Fontanellato
Fontanellato ist eine norditalienische Gemeinde (comune) mit 7097 Einwohnern (Stand 31. Dezember 2023) in der Provinz Parma in der Emilia-Romagna. Die Gemeinde liegt etwa 16 Kilometer nordwestlich von Parma und etwa 9 Kilometer ostnordöstlich von Fidenza.

## Sehenswürdigkeiten
Das Labirinto della Masone wurde 2004–2015 von Franco Maria Ricci mit schnellwachsendem Bambus um eines von mehreren Kunstmuseumsgebäuden nach antiken römischen Mosaiken als Vorbild errichtet. 3 km (Irr-)Wege bedecken 5000 m² in einem Quadrat von rund 300 × 300 m. Die Eröffnung war am 29. Mai 2015. Es gilt als größtes Labyrinth der Welt.
Die Bibliothek umfasst samt den von Ricci herausgegebenen Büchern und dem Gesamtwerk des italienischen Buchdruckers Giambattista Bodoni (1740–1813) über 15.000 Werke. Die Skulpturen-, Gemälde- und Möbelsammlung stammt aus dem 16.–20. Jahrhundert.
Zu den Sehenswürdigkeiten der Stadt gehört ebenso die Rocca Sanvitale. Die Wasserburg Rocco Sanvitale, die von einem Wassergraben umrundet wird und über eine Zugbrücke betretbar, war bis 1948 bewohnt. Die ersten Arbeiten zum Bau der erfolgten im 13. Jahrhundert. Im 15. Jahrhundert war der Bau weitestgehend abgeschlossen. In der heutigen Zeit befinden sich in der Burg ein Museum sowie mehrere Büros der Stadtverwaltung.

## Geschichte
Die Ursprünge der Gemeinde liegen im Dunkeln. 1124 wird die Befestigungsanlage von Fontanellato errichtet. Bedeutung erlangt der Ort auch durch sein Marienheiligtum, das auf das Jahr 1512 zurückgeht.

## Verkehr
Durch die Gemeinde führt die Autostrada A1 von Mailand kommend Richtung Bologna. Die südliche Grenze der Gemeinde bildet die Staatsstraße 9 (die antike Via Aemilia).

## Persönlichkeiten
- Albertine von Montenuovo (1817–1867), österreichische Adelige
- Guido Maria Conforti (1865–1931), Bischof von Parma, Erzbischof von Ravenna

## Gemeindepartnerschaften
Fontanellato unterhält Partnerschaften mit der schwedischen Gemeinde Falköping und mit der baden-württembergischen Gemeinde Kißlegg (Deutschland).